# Martti Pura
Martti Heikki Pura (ur. 11 lipca 1949 w m. Tammela) – fiński polityk, rolnik i samorządowiec, poseł do Eduskunty, w latach 1991–1994 minister rolnictwa i leśnictwa.

## Życiorys
W 1973 ukończył wyższą szkołę rolniczą w miejscowości Mustiala. Pracował zawodowo w rolnictwie. W latach 1982–1983 zatrudniony jako sekretarz do spraw politycznych w resorcie rolnictwa i leśnictwa. Zaangażował się w działalność polityczną w ramach Partii Centrum. Był wiceprzewodniczącym jej młodzieżówki (1978–1980) i samej partii (1984–1994).
Od kwietnia 1991 do kwietnia 1994 sprawował urząd ministra rolnictwa i leśnictwa w rządzie, którym kierował Esko Aho. W latach 1992–1995 wykonywał mandat posła do Eduskunty. Był również przewodniczącym organizacji Kalatalouden Keskusliitto, federacji działającej w branży rybołówstwa. W 1994 objął stanowisko burmistrza gminy Sodankylä. W 2005 powołany na tę samą funkcję w gminie Hattula, pełnił ją do czasu swojej rezygnacji w 2012. W późniejszym czasie zajął się pisarstwem.